# Sant Jaume dels Malalts
Sant Jaume dels Malalts és una església amb elements romànics i gòtics de Vic (Osona) protegida com a Bé Cultural d'Interès Local.

## Descripció
Edifici religiós. Església d'una sola nau amb absis semicircular i orientada de llevant a ponent. Està unida per la part de migdia a un magatzem i taller industrial i la part de l'absis es troba dins la serradora.
L'absis és cobert per lloses de pedra i teula i a la part de baix hi ha una finestra d'esqueixada. El mur de tramuntana és de paret llisa i visible des d'un pati interior de l'edifici. A la part de migdia hi havia hagut una hostatgeria. La nau és coberta amb volta d'ogiva, hi ha restes de paret on hi havia el portal de l'atri. A ponent i visible des del carrer hi ha un arc d'ogiva de pedra, tapiat amb totxo i arrebossat amb la imatge de Sant Antoni al damunt i dues finestres. L'estat de conservació és molt dolent.

## Història
Capella situada al peu de l'antic camí de Sant Francesc, que fou la sortida de la ciutat cap a Barcelona. Es troba documentada des del 1210. Hi ha una part romànica amb l'absis i alguna finestra d'esqueixada. Al segle xv s'hi construí un atri a la part de ponent, del qual encara és visible un arc gòtic, i l'any 1829 fou restaurada.
L'any 1936 fou venuda a un particular i actualment es troba immersa dins una fusteria. Tot i estar inclosa al catàleg de patrimoni arquitectònic del terme municipal de Vic de l'any 1981 el seu estat de conservació és molt precari.